# قلعة ضراس (قلعة خواجة)
قلعة ضراس (بالفارسية: قلعه زراس) هي منطقة سكنية تقع في إيران في قسم قلعة خواجة الريفي. يقدر عدد سكانها بـ 180 نسمة بحسب إحصاء 2016.